# Audio Prozac
Audio Prozac è il primo album in studio del gruppo musicale statunitense Stray from the Path, pubblicato l'11 ottobre 2003 dalla Pride Recordz.
Il disco, il secondo inciso dopo il demo People Over Profit, è stato promosso con un tour nazionale di 8 mesi.

## Tracce
1. Every Time I Fall Asleep You Video Tape Me
2. How Bout Them Yankees
3. I Saw The Creed Guy Eating Pigeons Last Night In Central Park
4. That Whole Thing About Helen Keller Was Horseshit
5. Eat A Dwarf
6. No One Cares, Bears Bears
7. Formaldehyde Kiss
8. Avon Addict
9. Captain Greenville Vs. Sally Ruth the Battle of the Mimi
10. Godsend of the Insomniac
11. Christopher Reeves Just Rolled in from Montana and Boy Is His Battery Tired

## Formazione
- Ed Edge – voce
- Thomas Williams – chitarra
- John Kane – chitarra
- Frank Correira – basso
- Justin Manas – batteria, percussioni